# Ośmiostopowiec jambiczny
Ośmiostopowiec jambiczny – format wiersza sylabotonicznego, zasadniczo szesnastozgłoskowy, lub w przypadku hiperkataleksy siedemnastozgłoskowy, w którym akcenty padają na sylaby parzyste.
Schemat ośmiostopowca jambicznego przedstawia się sSsSsSsS||sSsSsSsS(s).
Ośmiostopowiec jambiczny występuje w literaturze polskiej stosunkowo rzadko. Został on użyty między innymi przez Leopolda Staffa w wierszu Dzwony i przez Bolesława Leśmiana w balladzie Dziewczyna, o czym pisał jako pierwszy Kazimierz Wyka.

Chowałem dzwony w piersi mej; ponure, groźne, głuche dzwony, 
Drzemiące niby w mrocznej mgle dzwonnicy cichej, opuszczonej. 
Czuwałem trwożnie nad ich snem, bo byłem w sercu pełen lęku, 
By się nie zbudził śpiący spiż z huraganowym echem jęku; 
Czuwałem trwożnie nad ich snem tłoczącym, ciężkim jakby ołów, 
Kochałem bowiem senny czar opustoszałych już kościołów.
 (Leopold Staff, Dzwony)

I runął mur, tysiącem ech wstrząsając wzgórza i doliny!
Lecz poza murem – nic i nic! Ni żywej duszy, ni Dziewczyny!
Niczyich oczu ani ust! I niczyjego w kwiatach losu!
Bo to był głos i tylko – głos, i nic nie było, oprócz głosu!
(Bolesław Leśmian, Dziewczyna)

Antoni Lange użył tego formatu w przekładzie epizodu z Mahabharaty Nal i Damajanti:

Był sobie król, imieniem Nal, syn Wiraseny, walny w dłoni,
Wszech pożądanych pełny cnót, foremny ciałem, świadom koni,
Królewskich mężów rzeszy stał na czele, niby młody bóg –
Ponad wszystkiemi wzwyż a wzwyż, jako promienny słońca łuk.

Ośmiostopowiec jambiczny może też występować w postaci wyraźnie dwudzielnej, z hiperkataleksą zarówno w średniówce, jak i klauzuli. Osiąga wtedy rozmiar symetrycznego osiemnastozgłoskowca.
Schemat ośmiostopowca jambicznego dwudzielnego przedstawia się sSsSsSsSs||sSsSsSsSs.
Format ten pojawia się na przykład w tłumaczeniach z angielskiego, gdzie służy za odpowiednik jambicznego siedmiostopowca. Witold Dąbrowski wykorzystał ten format w przekładzie z poezji ormiańskiej:

Losie zdradziecki! Ty na ziemie strącasz na powrót z wysokości
I w jednej chwili wstrzymać umiesz szybki kołowrót doczesności.
Frik, Koło fortuny

W literaturze anglojęzycznej ośmiostopowiec jambiczny w przeplocie z siedmiostopowcem zastosował amerykański poeta Abel Beach w wierszu Autumn

We note the changing winds and skies as Autumn sere draws near, 
When garnered sheaves and scattered leaves each tell the tale of summer past; 
Pomona's smiling fruits beguile the closing year with cheer. 
And Ceres pours her harvest stores o'er broad and happy lands at last.